# Рокагорга
Рокагорга (итал. Roccagorga) је насеље у Италији у округу Латина, региону Лацио.
Према процени из 2011. у насељу је живело 2477 становника. Насеље се налази на надморској висини од 282 м.

## Становништво
Према резултатима пописа становништва 2011. у општини је живело 4.552 становника.
| 1936. | 1951. | 1961. | 1971. | 1981. | 1991. | 2001. | 2011. |
| ----- | ----- | ----- | ----- | ----- | ----- | ----- | ----- |
| 3.506 | 3.927 | 3.826 | 4.094 | 4.275 | 4.386 | 4.386 | 4.552 |